# Barnekow
.
| Den mecklenburgska ättens vapen och den Pommerska ättens vapen. |  | Den mecklenburgska ättens vapen och den Pommerska ättens vapen. |
| Den mecklenburgska ättens vapen och den Pommerska ättens vapen. |  |                                                                 |

Barnekow, tysk uradel bestående av en eller två ätter med olika vapensköldar, vars släktskap med varandra inte är bekräftat. Den ena ätten härstammar från Mecklenburg, och den andra ätten är från Pommern och Rügen. Den mecklenburgska ätten anses ha utslocknat på 1600-talet, medan ätten från Pommern och Rügen fortlever i flera länder, inklusive Sverige och Danmark.

## Barnekow (Mecklenburg)
Denna medeltida adelsätt härstammar från byn Barnekow (Mecklenburg-Vorpommern) nära Wismar i Mecklenburg, och kan först beläggas år 1230 i Mecklenburg via Ratzeburger Zehntregister med förnamnet på Alverich Barnekow (död 1271). Ätten för i sin vapensköld en röd oxpanna över två svarta örnfjädrar. Ätten anses ha utslocknat helt på 1600-talet.
Alverich Barnekow var rådgivare åt hertigen Johan I av Mecklenburg och hans son hertig Henrik I av Mecklenburg i Wismar och hans efterkommande bildade fyra grenar av ätten. Från Alverich stammade den under 1400-talet utdöda linjen Roggenstorf, 

### Linjen Roggenstorf
Till linjen Roggenstorf räknas Ulrich Barnekow, Heinrich Barnekow och Ravn Barnekow som de mest betydande, och de stod alla tre hertigarna Henrik II av Mecklenburg och Albrekt II av Mecklenburg nära och förärades olika län i Mecklenburg. 
Till denna linje hörde  personer med namnet Barnekow, som inflyttade till Sverige under 1300-talet, under hertig Albrekt av Mecklenburgs regeringstid (1364–1389), och där de i Sverige förärades fler gods av hertig Albert.
Henneke Barnekow är omnämnd 1338 när han, Detlev von Siggem, Sifrid Wittensee och Slote 
von Osterholt, förbinder sig till åtta veckors krigstjänst för staden Lübeck.
En Henneke Barnekow är omnämnd 1436 när väpnaren Erik Jönsson (Hallkvedsätten) i Hallkved i Funbo socken) pantsätter för en skuld av 30 mark penningar stockholmskt mynt till välborne Henneke Barnekow sitt gods Sörby om 6 öresland jord, Hubbo socken.

### Linjen Gustävel
I motsats till linjen Roggenstorf, föll den av Reimar Barnekow grundade linjen Gustävel ner i politiskt hänseende, och med försäljningen av godset Gustaväl på 1600-talet försvann familjen Barnekow från det Mecklenburgska ridderskapet.

### Kända medlemmar av ätten Barnekow (Mecklenburg)
Kända medlemmar av släkten är:
- Heinrich von Barnekow, riddare 1333
- Raven von Barnekow (troligen död 1379), mecklenburgsk riddare
- Raven Barnekow, hertigligt råd, fogde i Wolgast, herre till Kubbelkow. Död avrättad 1453  i Stralsund.

## Barnekow (Pommern och Rügen)
Denna medeltida adelsätt anses ha vendiskt ursprung. Ätten härstammar från Pommern och framträder med väpnaren Lubbertus de Barnekow (nämnd 1255).  Den för i sin vapensköld en röd halv gumse (bagge) i silverfält, som är krönt med samma krona som på hjälmen, mellan två vita strutsfjädrar eller två påfågelfjädrar. Då en bagge på det vendiska språket sorbiska heter baran, är det inte uteslutet, att släktnamnet kommer från sköldmärket. 
Ätten anses utdöd i ursprungslandet Tyskland, där den sannolikt utdog på svärdssidan med Rutger Christian Barnekow år 1838, men den tyska friherrliga ätten fortlever.

### Kända medlemmar av ätten Barnekow (Pommern och Rügen)
Kända medlemmar av släkten är:
- Darghuslavus Barnekow, riddare. Han var riddare 1319, då han beseglade ett gåvobrev till klostret i Bergen på Rügen. Han bevittnade 1321 tillsammans med furst Vitzlaf av Pommern ett brev. Död senast 1324
- Dargeslav Barnekow, riddare, herre till Klein Kubbelkow och Teschenhagen på Rügen. Levde 1378. Han var 1374 hertig Vartislavs av Pommerns sändebud till kejsaren att förhandla om tre års landfred
- Hans Barnekow, herre till Silwitz, Teschenhagen och Koseldorf på Rügen. Han var 1456 förlänad med biskopen av Roskildes gods på Rügen. Levde 1486.
- Morten Barnekow, herre till Ralsvik på Rügen. Död 1540.

## Danska och svenska adelsätten Barnekow
Den äldsta grenen av den pommerska ätten Barnekow, vars huvudgods var Ralsvik på Rügen, kom i början av 1500-talet över till Danmark med Hans Barnekow (död 1559), som skrev sig till Birkholm. Hans Barnekow naturaliserades 1547 som dansk adelsman, och blev senare riksråd. Denna gren fortlever även som dansk adlig ätt.
Hans Barnekows sonsonson Christian Barnekow (1626–66) på Vittskövle slott i Skåne, gift med Brita Scheel blev svensk genom att Skåne blev en del av Sverige i och med Freden i Roskilde och introducerades på svenska riddarhuset 1664. Den adliga ätten utslocknade år 1772 i Sverige, men en medlem upphöjdes till friherre (nummer 230) år 1751, och denna gren fortlever.

### Kända medlemmar
- Hans Barnekow (död 1559), danskt riksråd (1546), godsägare, herre till Ralsvik, Streu, Birkholm (Lövenborg) och Töllöse. Begravd i St Knuds kyrka i Odense.
- Christian Barnekow (1556–1612), danskt riksråd (1606), ämbetsman och militär, herre till Ralsvik; Streu, Birkholm och Töllöse. Begravd i Töllöse kyrka.
- Hans Barnekow (1601–1630), herre till Ralsvik, Streu, Birkholm och Vittskövle
- Christian Barnekow (1626–1666), dansk hovman, naturaliserad svensk adelsman, vice president Göta hovrätt, Herre till Ralsvik, Streu och Vittskövle samt Lillö
- Kjell Christoffer Barnekow (1663–1700), svensk överste, herre till Ralsvik, Streu, Teshenhagen, Bülitz, Gamla Kjöge samt Vittskövle, Örtofta, Rosendal och Ugerup
- Christian Barnekow (1694–1762), upphöjdes till friherre år 1751
- Rutger Barnekow (1695–1772), svensk militär
- Christian Barnekow (1837–1913), dansk kompositör

## Svenska friherrliga ätten Barnekow
Landshövdingen Christian Barnekow (1694–1762) blev friherre 1751. Den idag levande svenska friherrliga ätten ätten Barnekow är också utgrenad i en sammanhörande grevlig gren (nummer 128) på svenska riddarhuset, där grevevärdigheten bara ärvs av äldste sonen. 

### Kända medlemmar av svenska friherrliga ätten Barnekow
Kända medlemmar av släkten är:
- Christian Barnekow (1694–1762), friherre, svensk general och landshövding, herre till Vittskövle, Örtofta samt Bülitz
- Kjell Christoffer Barnekow (1730–1818), friherre, hovjägmästare, herre till Vittskövle
- Adolf Fredrik Barnekow (1744–1787), friherre, svensk hovman, arkitekt och chef för de kungliga teatrarna
- Christian Barnekow (1773–1830), friherre, 1816 upphöjd till greve (nummer 128), svensk överstekammarjunkare, ägde Vittskövle samt Ugerup, se grevliga ätten Barnekow
- Kjell Christoffer Barnekow (1781–1875), friherre, svensk militär och författare
- Adolf Christian Barnekow (1805–1854), friherre, godsägare (Åraslöv)
- Edward Carl Axel Barnekow (1839–1897), friherre, godsägare (Sinclairsholm)
- Fredrik Barnekow (1839–1912), friherre, riksdagsman, godsägare (Åraslöv)
- Malte Barnekow (1904–1977), friherre, svensk hovman, godsägare (Åraslöv)
- Kjell Barnekow (1910–1990), friherre, svensk präst
- Rutger Barnekow (1935–2019), friherre, bankdirektör
- Christoffer Barnekow (1940–2018), friherre, svensk journalist
- Hans Barnekow (1944–2016), friherre, svensk filmare

## Svenska grevliga ätten Barnekow
Dennes sonson hovmarskalken Christian Barnekow (1773-1830), upphöjdes i grevlig värdighet 1816, jämlikt 37 § 1809 års regeringsform, innebärande att endast huvudmannen innehar grevlig värdighet.

### Grevar Barnekow
1. Christian Barnekow (1773–1830) greve, far till:
2. Kjell Barnekow (1804–1863) greve, kammarherre, far till:
3. Adolf Barnekow (1838–1924) greve, riksdagsman, godsägare (Sörbytorp), far till:
4. Ragnar Barnekow (1877–1958), greve, riksdagsman, godsägare (Sörbytorp), far till:
5. Edward Barnekow (1910–1965), far till:
6. Henrik Barnekow (född 1944),  greve, nuvarande huvudman för svenska friherrliga och grevliga ätten Barnekow.